# Lijst van gedode Wehrmacht-legerkorpscommandanten
De Duits Wehrmacht beschikte tijdens de Tweede Wereldoorlog over in totaal 93 legerkorpsen in de periode van 1939 tot 1945. In die tijd waren er 332 generaals, die (al of niet tijdelijk) het bevel over deze korpsen voerden. In totaal stierven 27 (=8%) korpscommandanten terwijl ze het bevel voerden.

## Overzicht
Van de zevenentwintig dode korpscommandanten werden er tweeëntwintig (=81%) gedood in de strijd, drie (=11%) pleegden zelfmoord en twee (=7%) werden gedood in een vliegtuigcrash. Tien generaals stierven terwijl ze een pantserkorps commandeerden. Het 24e Pantserkorps was hier het “gevaarlijkste”, met vijf dode commandanten.
Zoals te verwachten was, namen de verliezen later in de oorlog toe nadat het oorlogstij zich tegen Duitsland gekeerd had. Slecht drie (=11%) commandanten sneuvelden tijdens Duitslands offensieve jaren 1939-42, vier (=15%) in het overgangsjaar 1943 en twintig (=74%) sneuvelden tijdens de defensieve gevechten van 1944-45. Overigens werden drie korpscommandanten geëxecuteerd door de geallieerden, kort na het eind van de oorlog.
Geografisch gezien sneuvelden eenentwintig (=77%) commandanten aan het oostfront tegen de Sovjets en drie (=11%) aan het westfront / Italiaanse front tegen de westelijke geallieerden.

## Tabellarisch overzicht
| Rang                      | Naam                                            | Korps                 | Sterfdatum        | Plaats                                             | Opmerkingen |
| ------------------------- | ----------------------------------------------- | --------------------- | ----------------- | -------------------------------------------------- | --- |
| Generalleutnant           | Ernst-Günther Baade                             | 81e Legerkorps        | 8 mei 1945        | Bad Segeberg                                       | Op 24 april 1945 werd Baade bij Gut Neverstaven/Holstein in zijn dienstauto door Britse laagvliegend vliegtuigen beschoten. Hierbij raakte hij door fosforschoten aan zijn nek en onderbeen gewond. Daarop werd hij naar een veldhospitaal in Bad Segeberg gebracht, waar hij op 8 mei 1945 door complicaties als gevolg van de fosfor, slechte verzorging (sepsis) en een overvol veldhospitaal stierf. |
| General der Infanterie    | Johannes Block                                  | 56e Pantserkorps      | 26 januari 1945   | noordelijk van Kielce                              | Block sneuvelde bij gevechten met Sovjettroepen |
| Generalleutnant           | Erpo von Bodenhausen                            | 50e Legerkorps        | 9 mei 1945        | Koerland                                           | von Bodenhausen pleegde op de dag van overgave zelfmoord om aan krijgsgevangenschap door de Sovjets te ontkomen |
| General der Infanterie    | Kurt von Briesen                                | 52e Legerkorps        | 20 november 1941  | Andreevka                                          | von Briesen werd tijdens een autorit in de buurt van het front door Sovjet-vliegtuigen aangevallen en gedood |
| General der Panzertruppe  | Karl Decker                                     | 39e Pantserkorps      | 21 april 1945     | Braunschweig                                       | Decker pleegde zelfmoord wegens uitzichtloosheid van de situatie. |
| General der Infanterie    | Anton Dostler                                   | 73e Legerkorps z.b.V. | 1 december 1945   | Aversa                                             | Dostler liet op 26 maart 1944 vijftien gevangengenomen soldaten van het Amerikaanse leger executeren nabij La Spezia. Hij werd na de oorlog ter dood veroordeeld door een Amerikaans militair tribunaal en kort daarna geëxecuteerd. |
| General der Gebirgstruppe | Karl Eglseer                                    | 18e Bergkorps         | 23 juni 1944      | Waldbach-Breitenbrunn                              | Eglseer werd tezamen met Generaloberst Dietl, General der Infanterie von Wickede en Generalleutnant Rossi naar de Berghof bevolen. Op de terugweg vloog hun Junkers Ju 52/3m tegen de Stiermarkse zijde van de Hochwechsel, stortte neer en vloog in brand. Allen kwamen om. |
| Generalleutnant           | Karl Eibl                                       | 24e Pantserkorps      | 21 januari 1943   | Don                                                | Eibl werd met zijn kolonne in dichte sneeuwstorm door Italiaanse troepen aangezien voor Sovjets. In het volgende vuurgevecht werd Eibl zwaargewond en stierf enkele uren later. Op 1 maart 1943 werd hij postuum tot General der Infanterie bevorderd. |
| General der Infanterie    | Werner von Erdmannsdorff                        | 91e Legerkorps z.b.V. | 5 juni 1945       | Ljubljana                                          | von Erdmannsdorff geraakte in Brits krijgsgevangenschap. Op 4 juni 1945 werd hij met andere hooggeplaatste voormalige officieren aan Joegoslavië uitgeleverd. De volgende dag werd hij met enkele andere Duitse generaals zonder proces doodgeschoten door Joegoslavische partizanen die aangewezen waren om hen te bewaken.                                                                             |
| General der Panzertruppe  | Gustav Fehn                                     | 15e Bergkorps         | 5 juni 1945       | Ljubljana                                          | Fehn geraakte in Brits krijgsgevangenschap. Op 4 juni 1945 werd hij met andere hooggeplaatste voormalige officieren aan Joegoslavië uitgeleverd. De volgende dag werd hij met enkele andere Duitse generaals zonder proces doodgeschoten door Joegoslavische partizanen die aangewezen waren om hen te bewaken.                                                                                          |
| General der Infanterie    | Arthur Hauffe                                   | 13e Legerkorps        | 22 juli 1944      | Brody pocket                                       | Hauffe stapte op een mijn nadat hij door de Sovjets was gevangengenomen |
| Generalleutnant           | Arno Jahr                                       | 24e Pantserkorps      | 20 januari 1943   | Podgornoje                                         | Jahr was tijdelijk commandant, en pleegde zelfmoord |
| Generalleutnant           | Hans Källner                                    | 24e Pantserkorps      | 18 april 1945     | Sokolnice (bij Brno)                               | Källner werd bij een frontbezoek gedood |
| General der Infanterie    | Ernst-Anton von Krosigk                         | 16e Legerkorps        | 16 maart 1945     | Kandava                                            | von Krosigk werd door Sovjet vliegtuigen gedood in de Koerland-pocket |
| General der Panzertruppe  | Willibald Freiherr von Langermann und Erlencamp | 24e Pantserkorps      | 3 oktober 1942    | Storoževoje aan de Don                             | von Langermann und Erlencamp werd gedood door een granaatvoltreffer bij een frontbezoek |
| General der Artillerie    | Erich Marcks                                    | 84e Legerkorps        | 12 juni 1944      | Hébécrevon                                         | Marcks raakte gewond bij een geallieerde luchtaanval en stierf dezelfde dag |
| General der Artillerie    | Robert Martinek                                 | 39e Pantserkorps      | 28 juni 1944      | Beresinov                                          | Martinek werd dodelijk getroffen door een bomsplinter bij een luchtaanval op zijn commandopost, aan de Berezina. |
| General der Infanterie    | Friedrich Mieth                                 | 4e Legerkorps         | 2 september 1944  | District Vaslui                                    | Het lot van Mieth is niet helemaal zeker. Bij de verdedigingsgevechten sneuvelde hij op 29 augustus, maar volgens andere bronnen stierf hij begin september aan een hartaanval in de buurt van het dorp Vutcani. |
| General der Infanterie    | Hellmuth Prieß                                  | 27e Legerkorps        | 21 oktober 1944   | Hasenrode                                          | Prieß sneuvelde bij gevechten in Oost-Pruisen |
| General der Infanterie    | Hermann Recknagel                               | 42e Legerkorps        | 23 januari 1945   | tussen Piotrków Trybunalski en Tomaszów Mazowiecki | Recknagel werd door partizanen doodgeschoten tijdens het Sovjet Wisła-Oderoffensief terwijl zijn korps zich aan het ontbinden was |
| Generalleutnant           | Otto Schünemann                                 | 39e Pantserkorps      | 29 juni 1944      | Pagost-Zagarodsk                                   | Schünemann verving de gesneuvelde General der Artillerie Martinek op 28 juni 1944 en kwam al de volgende dag ook door een luchtaanval om het leven |
| Generalleutnant           | Hermann Ritter von Speck                        | 18e Legerkorps        | 15 juni 1940      | Pont-sur-Yonne                                     | von Speck werd gedood door Frans mitrailleurvuur bij een verkenning bij de brug van Pont-sur-Yonne. Hij was de eerste Duitse generaal die in de Tweede Wereldoorlog omkwam. |
| General der Artillerie    | Wilhelm Stemmermann                             | 11e Legerkorps        | 18 februari 1944  | Tsjerkasy                                          | Stemmermann sneuvelde bij de uitbraakpoging uit de Korsoen-Tsjerkasy pocket |
| General der Artillerie    | Martin Wandel                                   | 24e Pantserkorps      | 14 januari 1943   | Chilino/Sotnitzkaja                                | Wandel werd gedood ten noorden van Rossosj, toen zijn korpscommandopost door de Sovjets overlopen werd. Hij werd postuum nog tot General der Artillerie bevorderd, met terugwerkende kracht tot 1 januari 1943. |
| General der Infanterie    | Wilhelm Wegener                                 | 50e Legerkorps        | 24 september 1944 | regio Valmiera                                     | Wegener werd gedood door een Sovjet luchtaanval tijdens de terugweg van een frontbezoek naar zijn stafkwartier, in de chaos die ontstond toen zijn korps door het Sovjet 10e Tankkorps doorbroken werd. |
| General der Infanterie    | Thomas-Emil von Wickede                         | 10e Legerkorps        | 23 juni 1944      | Waldbach-Breitenbrunn                              | von Wickede werd tezamen met Generaloberst Dietl, General der Gebirgstruppe Eglseer en Generalleutnant Rossi naar de Berghof bevolen. Op de terugweg vloog hun Junkers Ju 52/3m tegen de Stiermarkse zijde van de Hochwechsel, stortte neer en vloog in brand. Allen kwamen om. |
| General der Panzertruppe  | Hans Zorn                                       | 46e Pantserkorps      | 2 augustus 1943   | Krasnaja Rostocha (ten zuiden van Orel)            | Zorn werd door Sovjet grondaanvalsvliegtuigen gedood |